# Плавучий театр (фильм, 1936)
«Плавучий театр» (англ. Show Boat, 1936) — романтический музыкальный фильм режиссёра Джеймса Уэйла. Вторая из трёх экранизаций одноимённого мюзикла 1927 года Джерома Керна и Оскара Хаммерстайна II, которая в свою очередь была адаптирована из одноимённого романа 1926 года Эдны Фербер.
В съёмках фильма приняли участие многие актёры, которые когда-то уже участвовали в каких-либо театральных постановках «Плавучего театра», такие как Айрин Данн, Хелен Морган, Сэмми Уайт, Чарльз Виннингер и Поль Робсон, про которого The Washington Post написали, что его исполнение песни «Ol' Man River» — величайшее пение, которое когда-либо слышалось на экране.
Американский институт кино внёс «Плавучий театр» в список лучших американских фильмов-мюзиклов за 100 лет, а также в 100 лучших песен из американских фильмов за 100 лет с песней «Ol' Man River» в исполнении Поля Робсона. «Плавучий театр» был номинирован на Венецианском кинофестивале как «лучший иностранный фильм», а в 1996 году был внесён в национальный реестр фильмов библиотеки Конгресса.

## Сюжет
Действие происходит в Америке в 90-х годах XIX века. Магнолия Хоукс, дочь капитана Энди Хоукса, — 18-летняя талантливая певица на прогулочном судне своей семьи «Cotton Blossom», которые путешествуют по реке Миссисипи, устраивая шоу. «Cotton Blossom» только что причалил к Новому Орлеану. Магнолия знакомится с Гейлордом Равеналом, очаровательным азартным игроком.
Во время репетиции на судно приходит офицер и сообщает, что на нём есть преступники: цветная и белый, женатые вопреки американским законам. Примадонна труппы и лучшая подруга Магнолии, Джули Лаверн, признаётся, что в ней есть африканская кровь, и вместе со своим мужем Стивом Бейкером покидает пароход, иначе их арестуют.
Капитан Энди Хоукс в растерянности думает, кто теперь займёт главные места в труппе, но Магнолия уже давно мечтает играть главную роль и знает её наизусть. На пристани появляется Гейлорд Равенал. Ему, профессиональному игроку, предписано в течение часа покинуть город, а денег на билет взять негде. Увидев «Cotton Blossom», Равенал просит капитана Энди взять его с собой на судно, чтобы уехать из города. Капитан разрешает ему остаться, если он согласится взять на себя роль главного актёра в труппе в пару к Магнолии. Равенал соглашается. Магнолия и Равенал влюбляются друг в друга.
На праздновании свадьбы Магнолии и Гейлорда, Пэтти Энн Хоукс — жена капитана, которая с самого начала недолюбливает Равенала, приезжает с новостями о том, что Гейлорд был осуждён, но оправдан по обвинению в убийстве, только на основании предполагаемой самообороны. Но капитан Хоукс всё равно позволяет Равеналу жениться на его дочери Магнолии. Вскоре у них рождается девочка Ким, и они уезжают жить в Чикаго, где живут за счёт выигрышей Гейлорда в азартных играх. Пристрастие Гейлорда к азартным играм в конце концов приводит семью к разорению. Подавленный своей неспособностью содержать семью, Равенал бросает Магнолию и Ким. Магнолия вынуждена воспитывать маленькую дочь одна.
В это время она встречает Элли и Фрэнка, бывших артистов «Cotton Blossom», которые помогают ей найти новую работу певицы в клубе «Трокадеро». Ведущей певицей этого клуба является Джули, которая после откровения о своей родословной осталась одна. Стив бросил Джули, и она от горя начала много пить. Когда Магнолия впервые приходит в «Трокадеро» на прослушивание, Джули из соседней комнаты слышит её голос, но не решается выйти к ней. Вместо этого она тихо уходит из клуба, чтобы уступить своё место подруге Магнолии. Капитан Энди Хоукс вместе с женой решают навестить свою дочь. Вечером в клубе Энди случайно видит Магнолию на сцене во время её дебюта, и Магнолия возвращается к родителям.
Спустя несколько лет Магнолия становится успешной актрисой театра и гастролирует по разным городам. Проходят годы, Магнолия уходит со сцены, после чего Ким идёт по стопам матери и тоже становится актрисой. На первом представлении Ким на Бродвее, куда приезжает вся семья, Магнолия встречает и узнаёт Равенала. Он работает в этом театре швейцаром, которого Ким знает под именем Поп. Она не знает, что этот человек — её отец. Магнолия предлагает Равеналу вместе посмотреть на дебют Ким. После шоу Ким представляет свою мать и просит её спеть на бис. Магнолия поёт «You are my love», к ней присоединяется Равенал, и семья воссоединяется.

## История создания

### Подготовка

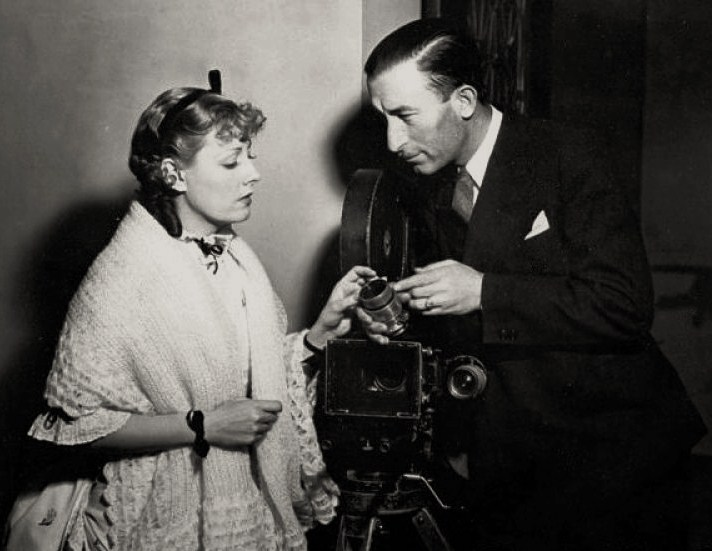
Айрин Данн и Джон Дж. Месколл (оператор) на съёмках «Плавучего театра» (1936)

Автор Эдна Фербер была одной из самых популярных писательниц 1920-х годов в США. Её романы в основном описывали драматические женские судьбы на фоне глубоких социальных потрясений и исторических событий. Роман «Плавучий театр» был опубликован в 1926 году и помимо запутанной истории любви главной героини затрагивал социальные вопросы: отношения между различными этническими группами, дискриминацию афроамериканцев и построение карьеры женщины в шоу-бизнесе от выступлений на пароходе до роскошного бродвейского шоу в стиле Флоренца Зигфелда. В 1927 году Джером Керн и Оскар Хаммерштейн II создали гордость американского мюзикла, оперетту «Плавучий театр». Огромный успех мюзикла привёл к бесчисленным гастрольным выступлениям по США. В 1929 году компания Universal Pictures впервые экранизировала «Плавучий театр» с Лорой Ла Плэнт и Джозефом Шильдкраутом в главных ролях.
Первоначально фильм 1929 года не опирался на одноимённый мюзикл 1927 года, но позже в него были добавлены сцены, включающие песни из оригинальной постановки. Эта экранизация была выпущена Universal в двух версиях: одна была немым фильмом для кинотеатров, ещё не оборудованных под звуковое кино, а другая — со звуковым прологом. Карл Леммле, глава Universal, был сильно недоволен этим фильмом и хотел сделать полноценную версию оригинального мюзикла. Его планировалось снять в 1934 году, но планы сделать эту версию с Рассом Колумбо в роли Гейлорда Равенала провалились: Колумбо погиб в том же году в результате несчастного случая, и производство фильма было перенесено. Фильм, в котором принимали участие несколько актёров оригинальной пьесы 1927 года, начали снимать в конце 1935 года. Он был выпущен в 1936 году. В дополнение к песням из театральной постановки Керн и Хаммерстайн написали ещё три песни для фильма. Фильм 1936 года пользовался большим успехом у критиков и зрителей, но не смог спасти Universal от банкротства.

### Съёмки
Изначально Universal планировали, что режиссёром фильма станет Фрэнк Борзейги, которого они наняли по контракту на одну картину в 1933 году. Но в то время студия находилась в финансовом кризисе и не могла себе позволить выделить на «Плавучий театр» достаточно денег. В итоге Борзейги стал режиссёром картины «Маленький человек — что же дальше?», а «Плавучий театр» был отложен ещё на три года. Впоследствии режиссёром стал Джеймс Уэйл. Universal делали огромную ставку на фильм, выделив ему три пятых годового бюджета, используя 58 съёмочных площадок и в среднем 150 статистов в день. Сценарий к фильму написал Хаммерстайн.
Для постановки мюзикла Уэйл привлёк Хелен Морган, Поля Робсона, Чарльза Виннингера, Сэмми Уайта и Айрин Данн, которая, впрочем, считала Уэйла неподходящим режиссёром для этого фильма. Виннингер, Морган и Уайт ранее играли свои роли как в оригинальной постановке мюзикла 1927 года, так и в сценическом возрождении мюзикла 1932 года. Робсон, для которого была написана роль Джо, появился в шоу на сцене в Лондоне в 1928 году и в бродвейском возрождении 1932 года. Данн была приглашена в качестве замены Нормы Террис, игравшей Магнолию в постановке 1927 года, и с 1929 года гастролировавшей по США в этой роли. Фрэнсис И. Махони, сыгравший короткую комичную роль рабочего сцены, также играл главную роль в оригинальной постановке и в фильмах 1932 года и 1946 года, за два года до своей смерти.
Автор оркестровой редакции оригинального мюзикла Роберт Расселл Беннетт и дирижёр Виктор Бараваль были задействованы, соответственно, в качестве музыкального руководителя и дирижёра фильма. Песни были исполнены в манере, очень похожей на оригинальную сценическую версию, не считая трёх новых песен, написанных специально для фильма. Многие из оригинальных вокальных аранжировок Уилла Водери, не указанных в титрах, были сохранены в фильме. «Why Do I Love You?» была снята в новой обстановке — внутри движущегося автомобиля с открытым верхом, — но была вырезана незадолго до выхода фильма, чтобы сократить его хронометраж. В фильме она присутствует как фоновая музыка на всех сценических представлениях «Плавучего театра» и представляет собой длинную песню продолжительностью шесть минут и сорок секунд.

### Тема расизма
Фильм рассматривал тему расовой дискриминации, редкую для экранов того времени. В семье Хоуксов хорошо относятся к Джули, несмотря на её происхождение. Между Джули и Магнолией существует глубокая дружба, и к темнокожим работникам корабля Джо и Куини всегда относятся с уважением. Учитывая строгие цензурные правила производственного кодекса, запрещавшие любые сексуальные отношения между людьми разных этнических групп, Universal должна была получить специальное разрешение, чтобы показать брак между Джули и Стивом.
Тем не менее этнические группы не были изображены как равные, и Айрин Данн даже появилась в образе блэкфейса во время песни «Gallivantin’ Around», таким образом превратившись в афроамериканку. Такие выступления не только не считались оскорбительными для белого населения в то время, но и были частью многолетней традиции водевиля и менестрель-шоу. Эл Джолсон, в частности, был известен своими выступлениями в жанре блэкфейс, а в фильме «Бар удивлений» есть пятиминутная сцена ревю «Goin 'to Heaven on a Mule» с Джолсоном в роли афроамериканца и двумя десятками темнокожих детей-актёров, одетых в костюмы ангелов.

## Команда

### В ролях[28]
| Актёр                    | Роль                                                          |
| ------------------------ | ------------------------------------------------------------- |
| Айрин Данн               | Магнолия                                                      |
| Аллан Джонс              | Гейлорд Равенал                                               |
| Чарльз Виннингер         | Капитан Энди Хоукс                                            |
| Поль Робсон              | Джо                                                           |
| Хелен Морган             | Джули Лаверн                                                  |
| Хелен Уэстли             | Пэтти Энн Хоукс                                               |
| Куини Смит               | Элли Мэй Чипли                                                |
| Сэмми Уайт               | Фрэнк Шульц                                                   |
| Дональд Кук              | Стив Бейкер                                                   |
| Хэтти Макдэниел          | Куини                                                         |
| Фрэнсис И. Махони        | «Резиновое лицо»                                              |
| Мэрилин Ноулден          | Ким (в детстве)                                               |
| Сунни О'Ди               | Ким (в шестнадцать)                                           |
| Артур Холь               | Пит                                                           |
| Чарльз Миддлтон          | Валлон                                                        |
| Дж. Фаррелл Макдональд   | Винди                                                         |
| Кларенс Мьюз             | уборщик                                                       |
| Чарльз Кэхилл Уилсон     | Джим Грин (в титрах не указан)                                |
| Джеймс Ганнис Дэвис      | доктор (в титрах не указан)                                   |
| Эдди «Рочестер» Андерсон | молодой темнокожий мужчина (в титрах не указан)               |
| Джек Малхолл             | фанат гонок (в титрах не указан)                              |
| Хелен Джером Эдди        | репортёр, берущая интервью на репетиции (в титрах не указана) |

### Съёмочная группа[28]
| Роль                      | Имя                                            |
| ------------------------- | ---------------------------------------------- |
| Производство              | Universal Pictures                             |
| Продюсер                  | Карл Леммле мл.                                |
| Режиссёр                  | Джеймс Уэйл                                    |
| Сценарист                 | Оскар Хаммерстайн II, Эдна Фербер, Зои Экинс   |
| Оператор                  | Джон Дж. Месколл                               |
| Монтаж                    | Бернард В. Бертон, Тед Дж. Кент                |
| Художественный директор   | Чарльз Д. Холл                                 |
| Художник по костюмам      | Дорис Цинкейзен                                |
| Стилист                   | Дорис Карико                                   |
| Гримёр                    | Чарльз Горман, Джек П. Пирс                    |
| Помощник режиссёра        | Джозеф А. МакДонаф, Гарри Миенеке, Джо Торилло |
| Художественный отдел      | Аль Гудман                                     |
| Звукорежиссёр             | Гилберт Кёрланд, Уильям Хеджкок                |
| Спецэффекты               | Джон П. Фултон                                 |
| Музыкальный режиссёр      | Виктор Бараваль                                |
| Тексты песен              | Оскар Хаммерстайн II                           |
| Текст песни «Bill»        | Пелам Гренвилл Вудхаус                         |
| Музыка                    | Джером Керн                                    |
| Композитор и аранжировщик | Роберт Расселл Беннетт, Уилл Водери            |

## Приём
Большинство критиков отметили явное улучшение фильма по сравнению с версией 1929 года. Фрэнк С. Ньюджент из The New York Times охарактеризовал его «одним из лучших музыкальных фильмов, которые мы видели». В 1935—1936 годы фильм стал восьмым по популярности в британском прокате.
Грэм Грин для «The Spectator» дал фильму умеренно-положительную оценку, охарактеризовав его как «хорошее развлечение, сентиментальное, литературное, но странно-привлекательное». Грин также отметил, что фильм подвергся критике со стороны некоторых зрителей из-за «крайней сентиментальности и невероятности финального воссоединения». The Washington Post похвалили фильм, написав что выход новой версии «Плавучего театра» это как «тепло от встречи со старым другом». Они также отметили, что Хелен Морган определённо доказала, что должна сниматься в этой картине, а исполнение «Ol' Man River» Полем Робсоном — величайшее пение, которое когда-либо слышалось на экране.
Журнал «Liberty» распознал талант к комедии у Айрин Данн, который уже через несколько месяцев будет полностью раскрыт в фильме «Теодора сходит с ума». Рецензент «New York World-Telegram» написал: «Джеймс Уэйл проделал прекрасную режиссёрскую работу, и актёрский состав отвечает ему с совершенством, которое порой поражает, особенно в превосходном пении Поля Робсона „Ol' Man River“».

## Временное изъятие из обращения
Несмотря на то, что фильм был высоко оценён критиками и имел успех в прокате, он был изъят из обращения в 1940-х годах, после того как MGM, которая хотела сделать его ремейк, купила права и все репродукции у Universal. Отчасти на изъятие фильма повлияло занесение Поля Робсона в чёрный список Голливуда в 1950 году.
В 1983 году «Плавучий театр» дебютировал на кабельном телевидении, а несколько лет спустя на PBS. Впоследствии он был показан на ТNТ и продолжает время от времени появляться на ТСМ. В 2014 году отреставрированная версия фильма стала доступна на DVD в США в рамках линейки Warner Archive Collection, а в 2020 году Criterion Collection выпустила 4K-версию на Blu-ray.

## Песни
Некоторые вокальные номера из оригинального мюзикла в кино-версии 1936 года были полностью удалены, например, «Life Upon the Wicked Stage», а песня «Why Do I Love You?» использовалась только в качестве фоновой музыки.

### Список песен, звучавших в версии 1936 года
| №                   | Название                                                 | Исполнители | Длительность |
| ------------------- | -------------------------------------------------------- | --- | ------------ |
| 1.                  | «Cotton Blossom»                                         | Закадровый смешанный хор (во время вступительных титров)                                                           | 3:24         |
| 2.                  | «Cap'n Andy's Ballyhoo»                                  | Чарльз Виннингер                                                                                                   | 0:55         |
| 3.                  | «Where's the Mate for Me?»                               | Аллан Джонс | 2:47         |
| 4.                  | «Make Believe»                                           | Аллан Джонс и Айрин Данн                                                                                           | 3:32         |
| 5.                  | «Ol' Man River»                                          | Поль Робсон | 3:52         |
| 6.                  | «Can't Help Lovin' Dat Man»                              | Хелен Морган, Хэтти МакДэниел, Поль Робсон и смешанный хор рабочих на дамбе; танцуют Айрин Данн и рабочие на дамбе | 3:26         |
| 7.                  | «Mis'ry's Comin' Round»                                  | Фрагмент в исполнении рабочих на дамбе                                                                             | 6:10         |
| 8.                  | «Till Good Luck Comes My Way»                            | В качестве фоновой музыки                                                                                          | 2:24         |
| 9.                  | «Life Upon the Wicked Stage»                             | Фрагмент в исполнении духового оркестра на лодке                                                                   | 2:46         |
| 10.                 | «I Have The Room Above Her»                              | Аллан Джонс и Айрин Данн                                                                                           | 4:47         |
| 11.                 | «At The Fair» (Акт II Вступительный хор)                 | Фрагмент в исполнении духового оркестра на лодке                                                                   | 4:11         |
| 12.                 | «Pop Goes the Weasel»                                    | Чарльз Виннингер                                                                                                   | 3:50         |
| 13.                 | «Gallivantin' Around»                                    | Айрин Данн и смешанный хор                                                                                         | 2:41         |
| 14.                 | «Ol' Man River»                                          | Поль Робсон и рабочие на дамбе                                                                                     | 5:42         |
| 15.                 | «You Are Love»                                           | Аллан Джонс и Айрин Данн                                                                                           | 3:29         |
| 16.                 | «Ah Still Suits Me»                                      | Поль Робсон и Хэтти Макдэниел                                                                                      | 2:49         |
| 17.                 | «Why Do I Love You?»                                     | В качестве фоновой музыки                                                                                          | 6:38         |
| 18.                 | «Make Believe»                                           | Аллан Джонс | 3:32         |
| 19.                 | «The Washington Post» (Играет на фортепиано Гэри Бэррис) | Танцы девушек на репетиции в Трокадеро                                                                             | 2:35         |
| 20.                 | «Bill»                                                   | Хелен Морган | 2:27         |
| 21.                 | «Can't Help Lovin' Dat Man»                              | Исполняет Айрин Данн, танцует Сэмми Уайт                                                                           | 3:26         |
| 22.                 | «Goodbye, My Lady Love»                                  | Танцуют Куини Смит и Сэмми Уайт                                                                                    | 2:40         |
| 23.                 | «After the Ball»                                         | Айрин Данн | 3:31         |
| 24.                 | «At a Georgia Camp Meeting»                              | Танцуют Куини Смит и Сэмми Уайт                                                                                    | 1:37         |
| Общая длительность: | Общая длительность:                                      | Общая длительность:                                                                                                | 1:17:51      |

### Музыкальные дополнения
Три новые песни, написанные Керном и Хаммерстайном для фильма 1936 года:
- «I Have The Room Above Her» — песня для Магнолии и Равенала, написанная для новой сцены, которой не было в оригинальной пьесе, но исполненная примерно в том месте, где песня «I Might Fall Back On You» была спета Фрэнком и Элли на сцене во время показа шоу. «I Might Fall Back On You» в фильме отсутствует; маленький фрагмент этой песни слышен в клубе «Трокадеро» в канун Нового года. Харольд Принс включил «I Have The Room Above Her» в своё сценическое возрождение «Плавучего театра» 1994 года[42].
- «Gallivantin' Around» — песня, написанная для выступления Магнолии в шоу в образе блэкфейса, вместо номера олио[англ.] в исполнении Фрэнка в оригинальной постановке. Некоторые короткие отрывки «Gallivantin' Around», сыгранные в ускоренном темпе, используются в фильме, чтобы показать течение многих лет.
- «Ah Still Suits Me» — песня для комического дуэта Джо и Куини, написанная чтобы расширить обе роли и исполненная в новой сцене, снятой специально для фильма.

## Влияние
Фильм внесён Американским институтом кино в следующие списки:
- 100 лучших песен из американских фильмов за 100 лет по версии AFI с песней «Ol' Man River» в исполнении Поля Робсона[3].
- Лучшие американские фильмы-мюзиклы за 100 лет по версии AFI[43].

В 1996 году «Плавучий театр» был внесён в национальный реестр фильмов библиотеки Конгресса как «культурно, исторически или эстетически значимый».

### Ремейк
В 1951 году под руководством Джорджа Сидни MGM выпустили ещё один ремейк — цветную версию «Плавучего театра». По желанию MGM в ремейке должны были принять участие Джанет Макдональд и Эдди Нельсон, но их планы не осуществились. В отличие от фильма 1936 года, ни один из участников оригинального бродвейского состава не появился в этой версии фильма. Съёмки «Плавучего театра» начались в конце 1950 года с Кэтрин Грэйсон, Авой Гарднер, Ховардом Килом и Джо Е. Брауном.

## Награды и номинации
- Венецианский кинофестиваль (4-й Венецианский кинофестиваль) — номинация «лучший иностранный фильм»[4].